# Saltrio
Saltrio (dal latino saltus, cioè "bosco"; Saltri in dialetto varesotto) è un comune italiano di 2 989 abitanti della provincia di Varese in Lombardia. Storicamente, il nome della località è legata all'estrazione della cosiddetta “pietra di Saltrio”, impiegata con finalità decorative o strutturali all'interno di numerosi edifici di pregio e monumenti del vicino Canton Ticino e del nord Italia.

## Geografia fisica

### Territorio
Il territorio comunale è per il 50% montano, culminante col monte Pravello (1015 m s.l.m.) e la restante parte collinare e pianeggiante, occupata dal centro abitato posto a 543 m s.l.m.
- Classificazione sismica: zona 4 (sismicità irrilevante), Ordinanza PCM. 3274 del 20/03/2003

### Clima
La stazione meteorologica più vicina è quella di Cuasso al Monte. In base alla media trentennale di riferimento 1961-1990, la temperatura media del mese più freddo, gennaio, si attesta a +1,8 °C; quella del mese più caldo, luglio, è di +20,1 °C.
Le precipitazioni medie annue sono superiori ai 2100 mm, mediamente distribuite in 99 giorni, e presentano con picco primaverile ed autunnale e minimo relativo invernale.
| CUASSO AL MONTE                    | Mesi | Mesi | Mesi | Mesi | Mesi | Mesi | Mesi | Mesi | Mesi | Mesi | Mesi | Mesi | Stagioni | Stagioni | Stagioni | Stagioni | Anno  |
| CUASSO AL MONTE                    | Gen  | Feb  | Mar  | Apr  | Mag  | Giu  | Lug  | Ago  | Set  | Ott  | Nov  | Dic  | Inv      | Pri      | Est      | Aut      | Anno  |
| ---------------------------------- | ---- | ---- | ---- | ---- | ---- | ---- | ---- | ---- | ---- | ---- | ---- | ---- | -------- | -------- | -------- | -------- | ----- |
| T. max. media (°C)                 | 4,7  | 5,8  | 9,2  | 13,7 | 18,5 | 22,4 | 25,3 | 23,1 | 19,3 | 15,3 | 9,3  | 5,9  | 5,5      | 13,8     | 23,6     | 14,6     | 14,4  |
| T. min. media (°C)                 | −1,2 | −0,4 | 2,0  | 5,4  | 9,4  | 12,6 | 15,0 | 14,0 | 11,5 | 8,2  | 3,6  | −0,1 | −0,6     | 5,6      | 13,9     | 7,8      | 6,7   |
| Precipitazioni (mm)                | 137  | 114  | 191  | 183  | 250  | 209  | 147  | 198  | 237  | 157  | 235  | 71   | 322      | 624      | 554      | 629      | 2 129 |
| Giorni di pioggia                  | 4    | 6    | 7    | 9    | 11   | 11   | 10   | 12   | 9    | 7    | 9    | 4    | 14       | 27       | 33       | 25       | 99    |
| Eliofania assoluta (ore al giorno) | 3,4  | 3,7  | 4,4  | 4,9  | 5,4  | 6,2  | 7,4  | 6,1  | 5,0  | 4,6  | 3,2  | 3,0  | 3,4      | 4,9      | 6,6      | 4,3      | 4,8   |

- Classificazione climatica: zona E, 2 796 GG

## Origini del nome
L'etimologia di Saltrio deriva dal latino saltus, ossia "bosco", a indicare un "paese tra i boschi".

## Storia
Nonostante numerosi reperti di epoca romana siano stati rinvenuti in centri limitrofi come Stabio, Ligornetto, Clivio, Viggiù e Arcisate, Saltrio è carente di testimonianze storiche che attestino un insediamento risalente a un'età così antica. Tuttavia, l'utilizzo della pietra di Saltrio nel rivestimento delle mura romane di Milano (datate tra il 32 e il 27 a.C.) suggerisce che la zona fosse già nota ai romani.
In epoca medievale, Saltrio faceva parte della Pieve di Arcisate ma da un punto di vista economico orbitava attorno alla ricca pianura del mendrisiotto. Lo sfruttamento delle cave di pietra divenne particolarmente rilevante a partire dal XV secolo e, in particolare, tra i secoli XVII e XX, quando Saltrio diventò famosa come terra di scalpellini e scultori.
Nel 1516, con il riconoscimento agli Svizzeri della Pieve di Balerna, Saltrio diventa un paese di confine all'interno del Ducato di Milano. Da un punto di vista ecclesiastico, rimase tuttavia legata al territorio svizzero nella pieve di Riva San Vitale, di cui faceva già parte nel 1517 e in cui rimase fino al 1876, anno dell'incorporazione nel Vicariato di Uggiate.
Saltrio perse l'autonomia comunale dal 1809 al 1815 e dal 1928 al 1953, per decreti di Napoleone e Mussolini; in entrambi i casi si trovò accorpata a Viggiù e Clivio e in epoca fascista il relativo comune portò il nome di Viggiù ed Uniti
A Saltrio è intitolato Saltriovenator ("cacciatore di Saltrio"), un grande dinosauro predatore i cui resti furono trovati nel 1996 in una cava nei pressi del paese.

### Simboli
Lo stemma e il gonfalone sono stati concessi con decreto del presidente della Repubblica del 14 gennaio 1976. L'emblema comunale è costituito da un rosone d'oro in campo azzurro. Il gonfalone è un drappo di giallo.

## Monumenti e luoghi d'interesse

### Architetture religiose

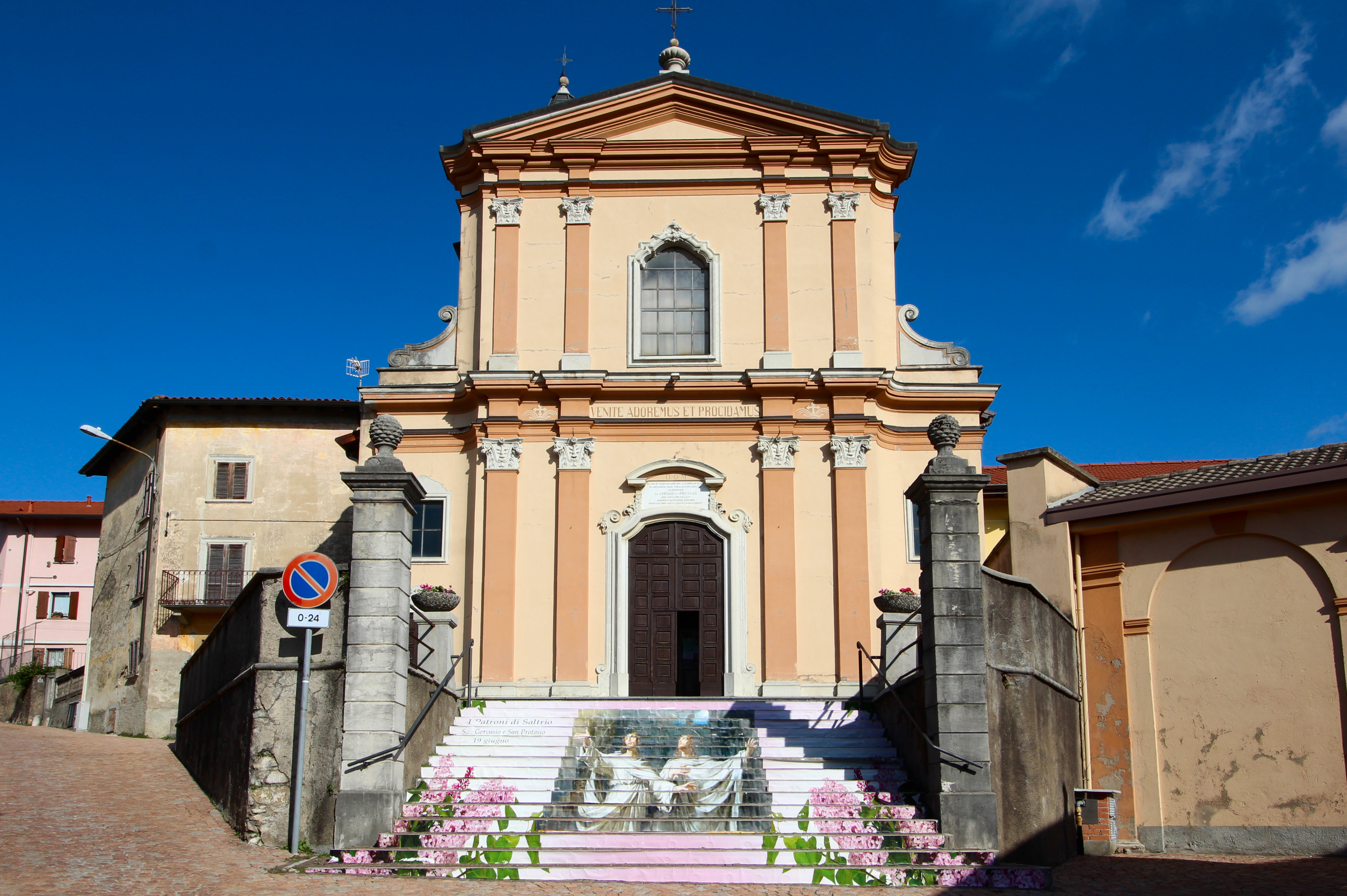
Chiesa dei Santi Gervaso e Protaso

- Chiesa dei Santi Gervaso e Protaso
- Chiesa di San Giorgio
- Cappella della Santissima Trinità

### Architetture civili
- Palazzo Marinoni (XVI secolo), sede della biblioteca comunale.

## Società

### Evoluzione demografica
- 220 nel 1591
- 303 nel 1751
- 360 nel 1805
- annessione a Viggiù nel 1809
- 636 nel 1853
- 919 nel 1881
- annessione a Viggiù nel 1927
- 1 417 nel 1961

Abitanti censiti

### Lingue e dialetti
La popolazione appartiene linguisticamente al lombardo. Il principale dialetto è il lombardo occidentale.

### Immigrazione straniera
Al 31 dicembre 2007 a Saltrio risultano residenti 87 cittadini stranieri. Le nazionalità principali sono:
- Albania - 14
- Svizzera - 10

### Religione e problema della pieve
La maggioranza della popolazione è di religione cristiana appartenenti principalmente alla Chiesa cattolica; il comune ha quattro edifici di culto amministrati da una sola parrocchia dei Santi Gervaso e Protaso, e appartiene oggi all'arcidiocesi di Milano, ma la sua storia è del tutto particolare: Saltrio è appartenuta fin dal Medioevo alla diocesi di Como, tanto che nel borgo è in uso il rito romano, rappresentata in loco dal prevosto di Riva San Vitale attraverso la vicina Arzo. L'anomalia si generò nel 1516 allorquando, in seguito al Trattato di Friburgo, tutto il resto del territorio plebaneo passò alla Svizzera: quando nel 1884 il governo svizzero decise la nazionalizzazione delle istituzioni religiose, e fu eretta la diocesi di Lugano, Saltrio si trovò isolata dalla propria diocesi e, caso unico in Lombardia, priva di un prevosto di riferimento. Alla situazione si cercò di rimediare, dichiarando il paese vicariato foraneo di sé stesso. Fu solo nel 1982 che l'arcivescovo Carlo Maria Martini mise ordine al problema, cambiando diocesi alla parrocchia, uniformandola a quelle italiane ad essa circostanti.
L'altra confessione cristiana presente è quella evangelica dal 1950 circa, con una comunità.

## Cultura

### Banda musicale
- Filarmonica Saltriese

Fondata nel 1881, da allora contribuisce alla formazione della sensibilità musicale dei cittadini. A Saltrio partecipa alle celebrazioni pubbliche, civili e religiose ed è promotrice di appuntamenti musicali di cui i più importanti sono il "Concerto di Primavera" ed il "Concerto di Gala". Negli anni ha partecipato a diversi concorsi bandistici nazionali ed internazionali.

## Geografia antropica

### Suddivisioni storiche
- Valmeggia
- Val da grom

Nel 2005 viene fondato il rione San Giorgio, dall'unione dei due precedenti rioni.

## Infrastrutture e trasporti

### Strade
- SP 9dir del Molino dell'Oglio
- SP 9dir 1 del Grigio di Saltrio

### Valichi di frontiera
- Valico di Arzo

## Amministrazione
Il territorio fa parte della Comunità Montana del Piambello.
| Periodo | Periodo | Primo cittadino  | Partito                        | Carica      | Note   |
| ------- | ------- | ---------------- | ------------------------------ | ----------- | ------ |
| 1988    | 1997    | Giuseppe Franzi  | DC                             | Sindaco     |        |
| 1997    | 2001    | Giuseppe Franzi  | centro-sinistra                | Sindaco     |        |
| 2001    | 2006    | Antonio Romelli  | lista civica                   | Sindaco     |        |
| 2006    | 2016    | Giuseppe Franzi  | lista civica Indipendenti      | Sindaco     |        |
| 2016    | 2021    | Maurizio Zanuso  | lista civica Indipendenti      | Sindaco     | [ 14 ] |
| 2021    | 2021    | Giuseppe Carollo |                                | Comm. pref. | [ 15 ] |
| 2021    |         | Maurizio Zanuso  | lista civica Indipendenti 2021 | Sindaco     |        |

## Sport
- Piscina comunale gestita da Lombardia Nuoto
- Palestra A.R.S Saltrio[16].
- Tiro con l'arco - società arcieri Valceresio